# 显脉新木姜子
显脉新木姜子（学名：Neolitsea phanerophlebia）为樟科新木姜子属下的一个种。

## 扩展阅读
維基物種上的相關：显脉新木姜子